# Belle Fourche (rivière)
Pour les articles homonymes, voir Fourche (homonymie).
La rivière Belle Fourche (en anglais Belle Fourche River) est une rivière des États-Unis qui coule dans les États du Wyoming et du Dakota du Sud. C’est un affluent de la rivière Cheyenne puis du Missouri et enfin du  Mississippi. Ce sont des trappeurs français qui ont donné son nom à la rivière.

## Géographie
La Belle Fourche nait au nord-est de l’État du Wyoming, dans le  comté de Campbell environ 24 km au nord de Wright. Elle passe près du village de Moorcroft et du monument national de Devils Tower. 
À proximité de l’État du Montana elle s’oriente brusquement au sud-est pour rejoindre le Dakota du Sud, elle traverse la ville de Belle Fourche et contourne par le nord la chaîne montagneuse des Black Hills.
Au sud du comté de Meade, près d’Hereford, elle s’oriente est-nord-est pour rejoindre la rivière Cheyenne à 80 km de Rapid City.
À l’endroit où elle rejoint le Dakota du Sud, la rivière est au point le plus bas du Wyoming : 945 mètres. C’est la deuxième plus grande altitude minimale d’un État américain.
La rivière constitue un apport important pour l’irrigation et les bases nautiques de l’ouest du Dakota du Sud. Sa zone d’irrigation est d’environ 230 km2.